# Téna (Ouéléni)
Pour les articles homonymes, voir Tena.
Téna est une localité située dans le département de Ouéléni de la province du Léraba dans la région des Cascades au Burkina Faso.

## Éducation et santé
La commune accueille un centre de santé et de promotion sociale (CSPS).